# Megan McDonnell
Pour les articles homonymes, voir McDonnell (homonymie).
 (août 2023).
La mise en forme du texte ne suit pas les recommandations de Wikipédia : il faut le « wikifier ».
Les points d'amélioration suivants sont les cas les plus fréquents. Le détail des points à revoir est peut-être précisé sur la page de discussion.
- Les titres sont pré-formatés par le logiciel. Ils ne sont ni en capitales, ni en gras.
- Le texte ne doit pas être écrit en capitales (les noms de famille non plus), ni en gras, ni en italique, ni en « petit »…
- Le gras n'est utilisé que pour surligner le titre de l'article dans l'introduction, une seule fois.
- L'italique est rarement utilisé : mots en langue étrangère, titres d'œuvres, noms de bateaux, etc.
- Les citations ne sont pas en italique mais en corps de texte normal. Elles sont entourées par des guillemets français : « et ».
- Les listes à puces sont à éviter, des paragraphes rédigés étant largement préférés. Les tableaux sont à réserver à la présentation de données structurées (résultats, etc.).
- Les appels de note de bas de page (petits chiffres en exposant, introduits par l'outil «  Source ») sont à placer entre la fin de phrase et le point final[comme ça].
- Les liens internes (vers d'autres articles de Wikipédia) sont à choisir avec parcimonie. Créez des liens vers des articles approfondissant le sujet. Les termes génériques sans rapport avec le sujet sont à éviter, ainsi que les répétitions de liens vers un même terme.
- Les liens externes sont à placer uniquement dans une section « Liens externes », à la fin de l'article. Ces liens sont à choisir avec parcimonie suivant les règles définies. Si un lien sert de source à l'article, son insertion dans le texte est à faire par les notes de bas de page.
- La présentation des références doit suivre les conventions bibliographiques. Il est recommandé d'utiliser les modèles {{Ouvrage}}, {{Chapitre}}, {{Article}}, {{Lien web}} et/ou {{Bibliographie}}. Le mode d'édition visuel peut mettre en forme automatiquement les références.
- Insérer une infobox (cadre d'informations à droite) n'est pas obligatoire pour parachever la mise en page.

Pour une aide détaillée, merci de consulter Aide:Wikification.
Si vous pensez que ces points ont été résolus, vous pouvez retirer ce bandeau et améliorer la mise en forme d'un autre article.
Megan McDonnell est une scénariste américaine principalement connue pour son travail sur les projets de l'univers cinématographique Marvel WandaVision (2021) et The Marvels (2023).

## Biographie

### Éducation
Megan McDonnell a fréquenté l'Université Harvard en tant qu'étudiante de premier cycle, où elle était membre du Hasty Pudding Club.
Elle est diplômée du Peter Stark Producing Program de l'USC avec un MFA en 2016.

### Carrière
Megan McDonnell a commencé sa carrière en tant que co-réalisatrice et productrice exécutive du court métrage Meet Cute en 2016. Elle s'est ensuite fait connaître après avoir écrit deux épisodes de la série Disney+ WandaVision,. En janvier 2020, elle a entamé des négociations pour écrire le scénario du film The Marvels,, puis, en août 2022, elle a écrit des épisodes de la série Agatha: Coven of Chaos.
Avant 2019, McDonnell travaillait comme productrice du podcast Scriptnotes.

## Filmographie
- 2015 : The Perceivers (court-métrage, assistante de production)
- 2016 : Meet Cute (court-métrage, co-réalisatrice et productrice exécutive)
- 2021 : WandaVision (scénariste, 2 épisodes)
- 2023 : The Marvels (co-scénariste avec Nia DaCosta et Elissa Karasik)
- 2024 : Agatha: Coven of Chaos (scénariste)
- n/a : Dark Matter (scénariste, 3 épisodes)